# Partido Liberal (Nicaragua)
|                                         | Dieser Artikel wurde im Portal Nicaragua zur Verbesserung eingetragen. Hilf mit, ihn zu bearbeiten, und beteilige dich an der Diskussion! |
| Vorlage:Portalhinweis/Wartung/Nicaragua | |

Die Partido Liberal war von 1893 bis 1928 die liberale Partei in Nicaragua.
Die Partido Democratico hatte William Walker (Söldner) in Nicaragua beauftragt, deshalb änderte sie ihren Namen in Partido Liberal.
Am 11. Juli 1893 begann die Partido Liberal von León (Nicaragua) unter der Leitung von José Santos Zelaya einen Aufstand gegen Roberto Sacasa y Sarria.
Roberto Sacasa y Sarria war der Großvater mütterlicherseits von Frau Salvadora Debayle, der Frau von Anastasio Somoza García. Am 24. Juli 1893 war die Schlacht bei Cuesta del Plomo 20, 3 Kilometer nordwestlich von Managua, wo heute eine ExxonMobil Erdölraffinerie steht. Am 24. Juli 1893, dem Tag des Schutzpatrons Santiago von Managua, wurde Managua von der Partido Liberal eingenommen.
Am 10. Dezember 1893 wurde eine neue Verfassung beschlossen, welche am 11. Juli 1894 in Kraft trat.
Die neue Verfassung betonte einen säkularen Staat, säkulare Bildungsanstalten, die Trennung von Staat und Kirche, die Zivilehe, Zivilscheidung, sowie ein ziviles Meldewesen mit Dokumenten wie Geburtsurkunden und Totenscheinen.
Abschaffung der Desamortización de bienes de "manos muertas"  Aufhebung der Steuerfreiheit der Kirche und Freiheit der Religionsausübung.
1909 hatte José Santos Zelaya versucht, von The Rosario and Light Mines Co. Steuern zu erheben. Adolfo Díaz war Buchhalter des US-Bergbauunternehmens. Dieses hatte in Siuna die Minen der La Luz y Los Angeles Mining Company erworben. The Rosarion and Light Mines Co. beteiligte sich an der Finanzierung des Aufstandes der Partido Conservador.
Der Justiziar der Rosario Mining Company, Philander C. Knox, wurde in der US-Regierung von William Howard Taft US-Außenminister und schrieb eine nach ihm benannte Note.
Am 20. Dezember 1909 trat José Santos Zelaya zurück und die folgenden Präsidenten José Madriz und Luis Mena wurden von der US-Regierung nicht anerkannt, erst mit Adolfo Díaz Recinos sprach sie wieder. Am 31. Dezember 1910 wurden durch die von der Partido Conservador dominierte Asamblea Nacional Juan José Estrada zum Präsidenten und Adolfo Díaz Recinos zum Vizepräsidenten nominiert. Nach dem Rücktritt von Juan José Estrada wurde am 9. Mai 1911 aus dem Vizepräsidenten Díaz der Präsident Díaz, der während der ersten US-Intervention regierte.
1924 wurde Juan Bautista Sacasa von der Partido Liberal Vizepräsident in einer libero-conservadora Koalition unter Carlos José Solórzano von der Partido Conservador Republicano. Anschließend zog die US-Regierung ihre Truppen der ersten Besatzung Nicaraguas von 1911 bis 1924 ab.
Am 25. Oktober 1925 putschte Emiliano Chamorro Vargas von der Partido Conservador gegen Solórzano. Solórzano blieb bis zum 16. Januar 1926 Präsident. Vizepräsident Sacasa ging nach Mexiko. Emiliano Chamorro und Sebastián Uriza wurden von der Regierung der USA als Präsidenten nicht anerkannt, die Adolfo Díaz, den Buchhalter eines US-Bergbauunternehmens, in diesem Amt sehen wollten. Entsprechend der Verfassung ersetzt der Vizepräsident den Präsidenten, wenn dieser abwesend ist. Daraus leitete die Partido Liberal für Sacasa einen Anspruch auf die Präsidentschaft ab. Aus diesem Beharren auf der Verfassung entstand ein bewaffneter Konflikt, der Guerra Constitucionalista. Die Partido Liberal besorgte sich Waffen in Mexiko. 1926 ging Sacasa nach Puerto Cabezas und bildete mit der Partido Liberal eine Regierung. Zur Partido Liberal gehörten damals neben Sacasa auch José María Moncada Tapia und Augusto César Sandino.
Die Regierung der USA intervenierte zur Stützung von Díaz 1926 zum zweiten Mal mit Truppen in Nicaragua.
1928 wurde die Partido Liberal in Partido Liberal Nacionalista umbenannt.